# Copa das Confederações da CAF de 2021–22
A Copa das Confederações da CAF de 2021-22 foi a 19ª edição do torneio, que é a segunda competição de clubes mais importante do continente africano. O vencedor da Copa das Confederações da CAF em 2021-22 ganhará o direito de jogar contra o vencedor da Liga dos Campeões da CAF de 2021–22 na Supercopa da CAF de 2022.
Raja Casablanca era o atual campeão e, portanto, o defensor do título. Entretanto, foi eliminado na fase de grupos da Liga dos Campeões da temporada. A final foi ganha pelo RS Berkane, do Marrocos, nos pênaltis por 5–4, após um empate de 1–1 contra o Orlando Pirates.

## Alocação das vagas
Todos os 54 membros da CAF podem entrar na Liga dos Campeões da CAF, com os 12 melhores ranqueados de acordo com o Ranking de 5 anos da CAF podendo inscrever duas equipes na competição.
Para a edição de 2021–22, a CAF usou o ranking entre 2017 e 2021, que calcula pontos para cada associação participante com base na performance dos clubes através destes 5 anos na Liga dos Campeões da CAF e na Copa das Confederações da CAF. Os critérios para os pontos são os seguintes:
|                                  | Liga dos Campeões da CAF | Copa das Confederações da CAF |
| -------------------------------- | ------------------------ | ----------------------------- |
| Campeão                          | 6 pontos                 | 5 pontos                      |
| Vice-campeão                     | 5 pontos                 | 4 pontos                      |
| Eliminado na semifinal           | 4 pontos                 | 3 pontos                      |
| Eliminado nas quartas de final   | 3 pontos                 | 2 pontos                      |
| Terceiro lugar na fase de grupos | 2 pontos                 | 1 ponto                       |
| Quarto lugar na fase de grupos   | 1 ponto                  | 0,5 ponto                     |

Os pontos são multiplicados por um coeficiente de acordo com o ano do seguinte modo:
- 2020–21 – 5
- 2019–20 – 4
- 2018–19 – 3
- 2018 – 2
- 2017 – 1

## Equipes classificadas
As seguintes 49 equipes de 37 associações entraram na competição.
- Equipes (em negrito) se classificaram diretamente a segunda fase.
- As outras equipes entraram na primeira fase.

As associações abaixo são mostradas de acordo com o seu ranking entre 2017 e 2021.
| Associação                                                        | Equipe                                                            | Classificação                                                                          |
| Associações elegíveis para entrar com duas equipes (Ranking 1–12) | Associações elegíveis para entrar com duas equipes (Ranking 1–12) | Associações elegíveis para entrar com duas equipes (Ranking 1–12)                      |
| ----------------------------------------------------------------- | ----------------------------------------------------------------- | -------------------------------------------------------------------------------------- |
| Marrocos · (1º – 190 pts)                                         | FAR Rabat                                                         | 3º lugar – Campeonato Marroquino de Futebol de 2020–21                                 |
| Marrocos · (1º – 190 pts)                                         | RS Berkane                                                        | 4º lugar – Campeonato Marroquino de Futebol de 2020–21                                 |
| Egito · (2º – 167 pts)                                            | Al-Masry                                                          | 3º lugar após 29 rodadas – Campeonato Egípcio de Futebol de 2020–21                    |
| Egito · (2º – 167 pts)                                            | Pyramids                                                          | 4º lugar após 29 rodadas – Campeonato Egípcio de Futebol de 2020–21                    |
| Tunísia · (3º – 140 pts)                                          | US Ben Guerdane                                                   | 3º lugar – Campeonato Tunisiano de Futebol de 2020–21                                  |
| Tunísia · (3º – 140 pts)                                          | CS Sfaxien                                                        | Campeão – Copa da Tunísia de Futebol de 2020–21                                        |
| República Democrática do Congo · (4º – 83 pts)                    | AS Vita Club                                                      | 3º lugar – Campeonato Nacional de Futebol da República Democrática do Congo de 2020–21 |
| República Democrática do Congo · (4º – 83 pts)                    | DC Motema Pembe                                                   | Campeão – Copa da República Democrática do Congo de Futebol de 2020–21                 |
| Argélia · (5º – 81 pts)                                           | JS Saoura                                                         | 3º lugar – Campeonato Argelino de Futebol de 2020–21                                   |
| Argélia · (5º – 81 pts)                                           | JS Kabylie                                                        | 4º lugar – Copa da Argélia de Futebol de 2020–21                                       |
| África do Sul · (6º – 68,5 pts)                                   | Orlando Pirates                                                   | 3º lugar – Campeonato Sul-Africano de Futebol de 2020–21                               |
| África do Sul · (6º – 68,5 pts)                                   | Marumo Gallants                                                   | Campeão – Copa da África do Sul de Futebol de 2020–21                                  |
| Zâmbia · (7º – 43 pts)                                            | Red Arrows                                                        | 3ª lugar – Campeonato Zambiano de Futebol de 2020–21                                   |
| Zâmbia · (7º – 43 pts)                                            | Kabwe Warriors                                                    | 4ª lugar – Campeonato Zambiano de Futebol de 2020–21                                   |
| Nigéria · (8º – 39 pts)                                           | Enyimba                                                           | 3º lugar – Campeonato Nigeriano de Futebol de 2020–21                                  |
| Nigéria · (8º – 39 pts)                                           | Bayelsa United                                                    | Campeão – Copa da Nigéria de Futebol de 2020–21                                        |
| Guiné · (9º – 38 pts)                                             | Wakriya                                                           | 3º lugar – Campeonato Guineano de Futebol de 2020–21                                   |
| Guiné · (9º – 38 pts)                                             | Ashanti Golden Boys                                               | Vice-campeão – Copa da Guiné de Futebol de 2020–21                                     |
| Angola · (10º – 36 pts)                                           | 1º de Agosto                                                      | 3º lugar – Girabola de 2020–21                                                         |
| Angola · (10º – 36 pts)                                           | Interclube                                                        | Campeão – Taça de Angola de Futebol de 2020–21                                         |
| Sudão · (11º – 29,5 pts)                                          | Hay Al-Wadi                                                       | 3º lugar – Campeonato Sudanês de Futebol de 2020–21                                    |
| Sudão · (11º – 29,5 pts)                                          | Al-Ahli Merowe                                                    | Campeão – Copa do Sudão de Futebol de 2020–21                                          |
| Tanzânia · (12º – 16,5 pts)                                       | Azam                                                              | 3º lugar – Campeonato Tanzaniano de Futebol de 2020–21                                 |
| Tanzânia · (12º – 16,5 pts)                                       | Biashara United                                                   | 4º lugar – Campeonato Tanzaniano de Futebol de 2020–21                                 |
| Associações elegíveis para entrar com uma equipe                  |                                                                   |                                                                                        |
| Camarões · (13º – 14 pts)                                         | Coton Sport                                                       | Vice-campeão – Campeonato Camaronês de Futebol de 2020–21                              |
| Senegal · (14º – 13 pts)                                          | Diambars                                                          | Campeão – Copa de Senegal de Futebol de 2020–21                                        |
| Líbia · (15º – 11 pts)                                            | Al Ahly Tripoli                                                   | Campeão – Copa da Líbia de Futebol de 2020–21                                          |
| Costa do Marfim · (16º – 9 pts)                                   | FC San Pédro                                                      | Campeão – Campeonato Marfinense de Futebol de 2020–21                                  |
| Quênia · (17º – 9 pts)                                            | Gor Mahia                                                         | Campeão – Copa do Quênia de Futebol de 2020–21                                         |
| República do Congo · (18º – 8 pts)                                | Diables Noirs                                                     | Campeão – Copa da República do Congo de Futebol de 2020                                |
| Uganda · (18º – 8 pts)                                            | URA                                                               | Vice-campeão – Campeonato Ugandense de Futebol de 2020–21                              |
| Mali · (20º – 6,5 pts)                                            | Binga                                                             | Vice-campeão – Copa Mali de Futebol de 2020–21                                         |
| Ruanda · (22º – 6 pts)                                            | AS Kigali                                                         | Campeão – Copa da Ruanda de Futebol de 2020–21                                         |
| Essuatíni · (23º – 5 pts)                                         | Young Buffaloes                                                   | Vice-campeão – Campeonato Essuatiniano de Futebol de 2020–21                           |
| Etiópia · (24º – 4 pts)                                           | Ethiopian Coffee                                                  | Vice-campeão – Campeonato Etíope de Futebol de 2020–21                                 |
| Botswana · (25º – 3 pts)                                          | Orapa United                                                      | Campeão – Copa Botswana de Futebol de 2020–21                                          |
| Togo · (25º – 3 pts)                                              | ASC Kara                                                          | Vice-campeão – Campeonato Togolês de Futebol de 2020–21                                |
| Benim · (27º – 2,5 pts)                                           | Buffles                                                           | Campeão – Copa do Benim de Futebol de 2020–21                                          |
| Mauritânia · (27º – 2,5 pts)                                      | ASAC Concorde                                                     | Campeão – Copa da Mauritânia de Futebol de 2020–21                                     |
| Burquina Fasso · (29º – 2 pts)                                    | ASFA Yennenga                                                     | Vice-campeão – Campeonato Burquinense de Futebol de 2020–21                            |
| Gabão · (31º – 1 pts)                                             | AS Mangasport                                                     | Vice-campeão – Campeonato Gabonês de Futebol de 2020–21                                |
| Burundi                                                           | Bumamuru                                                          | Campeão – Copa do Burundi de Futebol de 2020–21                                        |
| Comores                                                           | Olympique de Missiri                                              | Campeão – Copa de Comores de Futebol de 2021                                           |
| Djibuti                                                           | FC Dikhil                                                         | Campeão – Copa do Djibouti de Futebol de 2021                                          |
| Guiné Equatorial                                                  | Futuro Kings                                                      | Campeão – Campeonato Guinéu-Equatoriano de Futebol de 2020–21                          |
| Libéria                                                           | Breweries                                                         | Campeão – Copa da Libéria de Futebol de 2021                                           |
| Madagáscar                                                        | CFFA                                                              | Campeão – Copa de Madagáscar de Futebol de 2021                                        |
| Níger                                                             | AS Police                                                         | Campeão – Copa do Níger de Futebol de 2020–21                                          |
| Somália                                                           | Horseed FC                                                        | Campeão – Copa da Somália de Futebol de 2020–21                                        |
| Sudão do Sul                                                      | Atlabara                                                          | Campeão – Copa do Sudão do Sul de Futebol de 2021                                      |
| Zanzibar                                                          | Mafunzo                                                           | Campeão – Copa de Zanzibar de Futebol de 2021                                          |

| - Cabo Verde - Eritreia - Gâmbia - Gana - Guiné-Bissau - Lesoto - Malawi - Ilhas Maurícias - Moçambique - Namíbia - República Centro-Africana - Reunião - São Tomé e Príncipe - Seicheles - Serra Leoa - Zimbabwe |

## Fases de qualificação
Nesta fase, cada vaga foi disputada em partidas de ida e volta. Caso o placar agregado esteja empatado no final da partida de volta a regra do gol fora de casa foi aplicada. Caso o empate ainda persista o vencedor foi definido pela disputa por pênaltis.

### Primeira fase
| Equipe 1             | Total       | Equipe 2         | 1.º jogo | 2.º jogo |
| -------------------- | ----------- | ---------------- | -------- | -------- |
| US Ben Guerdane      | 3–2         | AS Police        | 3–1      | 0–1      |
| FAR Rabat            | 3–1         | Buffles          | 3–1      | 0–0      |
| Diambars             | 3–0         | Wakriya          | 3–0      | –        |
| Ashanti Golden Boys  | 2–4         | Bayelsa United   | 2–4      | –        |
| ASC Kara             | 3–4         | ASAC Concorde    | 3–0      | 0–4      |
| Azam                 | 4–1         | Horseed          | 3–1      | 1–0      |
| URA                  | 5–2         | Ethiopian Coffee | 2–1      | 3–1      |
| Atlabara             | 0–4         | Al-Ahli Merowe   | 0–2      | 0–2      |
| Futuro Kings         | 2–4         | Marumo Gallants  | 2–1      | 0–3      |
| AS Mangasport        | 0–0 (2–3 p) | Orapa United     | 0–0      | 0–0      |
| Bumamuru             | 0–1         | Diables Noirs    | 0–0      | 0–1      |
| Red Arrows           | 2–1         | Young Buffaloes  | 2–1      | 0–0      |
| Olympique de Missiri | 1–8         | AS Kigali        | 1–2      | 0–6      |
| Binga                | 5–0         | Breweries        | 3–0      | 2–0      |
| ASFA Yennenga        | 2–1         | FC San Pédro     | 0–0      | 2–1      |
| FC Dikhil            | 0–3         | Biashara United  | 0–1      | 0–2      |
| Hay Al-Wadi          | 0–4         | Al Ahly Tripoli  | –        | 0–4      |
| Al Ahly Tripoli      | 2–1         | Kabwe Warriors   | 0–0      | 2–1      |
| Mafunzo              | 0–4         | Interclube       | 0–1      | 0–3      |

### Segunda fase
| Equipe 1        | Total       | Equipe 2        | 1.º jogo | 2.º jogo |
| --------------- | ----------- | --------------- | -------- | -------- |
| US Ben Guerdane | 0–5         | RS Berkane      | 0–1      | 0–4      |
| FAR Rabat       | 1–3         | JS Kabylie      | 0–1      | 1–2      |
| Diambars        | 0–4         | Enyimba         | 0–1      | 0–3      |
| Bayelsa United  | 1–4         | CS Sfaxien      | 1–0      | 0–4      |
| ASAC Concorde   | 2–3         | JS Saoura       | 1–2      | 1–1      |
| Azam            | 0–1         | Pyramids        | 0–0      | 0–1      |
| URA             | 0–1         | Al-Masry        | 0–0      | 0–1      |
| Al-Ahli Merowe  | w/o         | Gor Mahia       | 1–3      | –        |
| Marumo Gallants | 3–2         | AS Vita Club    | 2–1      | 1–1      |
| Orapa United    | 2–2 (gf)    | Coton Sport     | 2–1      | 0–1      |
| Diables Noirs   | 0–1         | Orlando Pirates | 0–0      | 0–1      |
| Red Arrows      | 1–0         | 1º de Agosto    | 1–0      | 0–0      |
| AS Kigali       | 2–4         | DC Motema Pembe | 1–2      | 1–2      |
| Binga           | 2–2 (7–6 p) | ASFA Yennenga   | 0–1      | 0–1      |
| Biashara United | w/o         | Al Ahly Tripoli | 2–0      | –        |
| CFFA            | w/o         | Interclube      | 0–3      | –        |

### Play-offs
| - AS Otohô - AS Maniema Union - TP Mazembe - ASEC Mimosas - Royal Leopards - Hearts of Oak - Tusker - LPRC Oilers - Al-Ittihad - Stade Malien - FC Nouadhibou - Rivers United - USGN - APR - Simba - Zanaco |

| Equipe 1         | Total       | Equipe 2        | 1.º jogo | 2.º jogo |
| ---------------- | ----------- | --------------- | -------- | -------- |
| Zanaco           | 3–2         | Binga           | 3–0      | 0–2      |
| Simba            | 4–2         | Red Arrows      | 3–0      | 1–2      |
| TP Mazembe       | 1–0         | Marumo Gallants | 1–0      | 0–0      |
| ASEC Mimosas     | 5–2         | Interclube      | 2–0      | 3–2      |
| FC Nouadhibou    | 0–2         | Coton Sport     | 0–0      | 0–2      |
| USGN             | 2–1         | DC Motema Pembe | 2–0      | 0–1      |
| AS Otohô         | 2–1         | Gor Mahia       | 1–0      | 1–1      |
| APR              | 1–2         | RS Berkane      | 0–0      | 1–2      |
| Tusker           | 0–1         | CS Sfaxien      | 0–0      | 0–1      |
| Hearts of Oak    | 2–4         | JS Saoura       | 2–0      | 0–4      |
| Rivers United    | 2–2 (gf)    | Al-Masry        | 2–1      | 0–1      |
| Stade Malien     | 1–1 (2–4 p) | Al Ahly Tripoli | 1–0      | 0–1      |
| Al-Ittihad       | w/o         | Enyimba         | –        | 0–2      |
| AS Maniema Union | 0–2         | Pyramids        | 0–1      | 0–1      |
| LPRC Oilers      | w/o         | Orlando Pirates | 2–0      | –        |
| Royal Leopards   | 2–2 (gf)    | JS Kabylie      | 1–0      | 1–2      |

## Fase de Grupos
O sorteio para a fase de grupos foi realizado em 28 de dezembro de 2021 na sede da CAF no Cairo, Egito. Os 16 vencedores dos play-offs foram alocados em quatro grupos, Pote 1, Pote 2, Pote 3 e Pote 4, contendo 4 times cada.
As equipes foram divididas nos potes pelo ranking da CAF (em parênteses).
| Equipe         | Pts |
| -------------- | --- |
| TP Mazembe     | 45  |
| RS Berkane     | 41  |
| Pyramids       | 31  |
| Royal Leopards | 28  |

| Equipe          | Pts |
| --------------- | --- |
| Simba           | 24  |
| CS Sfaxien      | 21  |
| Coton Sport     | 16  |
| Orlando Pirates | 16  |

| Equipe       | Pts |
| ------------ | --- |
| Al-Masry     | 14  |
| Zanaco       | 10  |
| JS Saoura    | 6   |
| ASEC Mimosas | 5   |

| Equipe          | Pts |
| --------------- | --- |
| Al Ahly Tripoli | 3   |
| AS Otohô        | 1,5 |
| Al-Ittihad      | –   |
| USGN            | –   |

### Grupo A
| Pos | Equipe          | Pts | J | V | E | D | GP | GC | SG | Classificado |     | AHL | PYR | CSS | ZAN |
| --- | --------------- | --- | - | - | - | - | -- | -- | -- | ------------ | --- | --- | --- | --- | --- |
| 1   | Al Ahly Tripoli | 13  | 6 | 4 | 1 | 1 | 9  | 5  | +4 | Fase Final   |     | —   | 1–0 | 2–1 | 2–0 |
| 2   | Pyramids        | 13  | 6 | 4 | 1 | 1 | 7  | 3  | +4 | Fase Final   |     | 2–1 | —   | 1–0 | 1–0 |
| 3   | CS Sfaxien      | 5   | 6 | 1 | 2 | 3 | 3  | 5  | −2 |              |     | 0–0 | 1–1 | —   | 1–0 |
| 4   | Zanaco          | 3   | 6 | 1 | 0 | 5 | 3  | 9  | −6 |              | 2–3 | 0–2 | 1–0 | —   |     |

1. 1 2  Pontos no confronto direto: Al Ahly Tripoli 3, Pyramids FC 3. Saldo de gols no confronto direto: Al Ahly Tripoli 0, Pyramids FC 0. Gols fora de casa no confronto direto: Al Ahly Tripoli 1, Pyramids FC 0

### Grupo B
| Pos | Equipe          | Pts | J | V | E | D | GP | GC | SG  | Classificado |     | ORL | ITT | JSS | ROL |
| --- | --------------- | --- | - | - | - | - | -- | -- | --- | ------------ | --- | --- | --- | --- | --- |
| 1   | Orlando Pirates | 13  | 6 | 4 | 1 | 1 | 15 | 5  | +10 | Fase Final   |     | —   | 0–0 | 2–0 | 3–0 |
| 2   | Al-Ittihad      | 11  | 6 | 3 | 2 | 1 | 9  | 7  | +2  | Fase Final   |     | 3–2 | —   | 1–1 | 3–2 |
| 3   | JS Saoura       | 10  | 6 | 3 | 1 | 2 | 6  | 5  | +1  |              |     | 0–2 | 1–0 | —   | 2–0 |
| 4   | Royal Leopards  | 0   | 6 | 0 | 0 | 6 | 5  | 18 | −13 |              | 2–6 | 1–2 | 0–2 | —   |     |

### Grupo C
| Pos | Equipe      | Pts | J | V | E | D | GP | GC | SG | Classificado |     | TPM | MAS | ASO | COT |
| --- | ----------- | --- | - | - | - | - | -- | -- | -- | ------------ | --- | --- | --- | --- | --- |
| 1   | TP Mazembe  | 11  | 6 | 3 | 2 | 1 | 8  | 6  | +2 | Fase Final   |     | —   | 2–0 | 1–0 | 1–0 |
| 2   | Al-Masry    | 10  | 6 | 3 | 1 | 2 | 5  | 3  | +2 | Fase Final   |     | 2–0 | —   | 1–0 | 2–0 |
| 3   | AS Otohô    | 8   | 6 | 2 | 2 | 2 | 5  | 5  | 0  |              |     | 2–2 | 1–0 | —   | 1–1 |
| 4   | Coton Sport | 3   | 6 | 0 | 3 | 3 | 3  | 7  | −4 |              | 2–2 | 0–0 | 0–1 | —   |     |

### Grupo D
| Pos | Equipe       | Pts | J | V | E | D | GP | GC | SG | Classificado |     | RSB | SIM | ASE | USG |
| --- | ------------ | --- | - | - | - | - | -- | -- | -- | ------------ | --- | --- | --- | --- | --- |
| 1   | RS Berkane   | 10  | 6 | 3 | 1 | 2 | 11 | 9  | +2 | Fase Final   |     | —   | 2–0 | 1–0 | 5–3 |
| 2   | Simba        | 10  | 6 | 3 | 1 | 2 | 9  | 7  | +2 | Fase Final   |     | 1–0 | —   | 3–1 | 4–0 |
| 3   | ASEC Mimosas | 9   | 6 | 3 | 0 | 3 | 9  | 8  | +1 |              |     | 3–1 | 3–0 | —   | 2–1 |
| 4   | USGN         | 5   | 6 | 1 | 2 | 3 | 9  | 14 | −5 |              | 2–2 | 1–1 | 2–0 | —   |     |

1. 1 2  Pontos do confronto direto: RS Berkane 3, Simba 3. Saldo de gols no confronto direto: RS Berkane +1, Simba -1

## Fase final

### Sorteio
O sorteio para a fase final ocorreu em 5 de abril de 2022, as 13:30 (UTC+2), em Cairo, Egito.
O mecanismo de sorteio de cada fase é o seguinte:
- No sorteio das quartas de final, os quatro líderes dos grupos serão colocados em um pote, enquanto que os quatro vice-líderes serão colocados em outro. As equipes que finalizaram em primeiro lugar na fase de grupos (pote 1 no sorteio) enfrentarão as equipes que finalizaram em segundo lugar (pote 2). As equipes do mesmo grupo não podem ser sorteadas entre si, podendo ser sorteadas equipes de um mesmo país.
- No sorteio das semifinais não existe cabeça de chave e equipes do mesmo grupo (fase de grupos) e do mesmo país podem ser sorteadas.

### Equipes classificadas
| Grupo | Líderes de grupo | Vice-líderes de grupo |
| ----- | ---------------- | --------------------- |
| A     | Al Ahly Tripoli  | Pyramids              |
| B     | Orlando Pirates  | Al-Ittihad            |
| C     | TP Mazembe       | Al-Masry              |
| D     | RS Berkane       | Simba                 |

### Chaveamento
|  | Quartas-de-final    | Quartas-de-final | Quartas-de-final | Quartas-de-final |   |                 | Semifinais     | Semifinais     | Semifinais     | Semifinais     |  |  | Final           | Final      | Final      | Final      |
|  | 17 e 24 de abril    | 17 e 24 de abril | 17 e 24 de abril | 17 e 24 de abril |   |                 | 8 e 15 de maio | 8 e 15 de maio | 8 e 15 de maio | 8 e 15 de maio |  |  | 20 de maio      | 20 de maio | 20 de maio | 20 de maio |
|  |                     |                  |                  |                  |   |                 |                |                |                |                |  |  |                 |            |            |            |
|  | Al-Ittihad          | 0                | 0                | 0                |   |                 |                |                |                |                |  |  |                 |            |            |            |
|  | Al Ahly Tripoli     | 0                | 1                | 1                |   |                 |                |                |                |                |  |  |                 |            |            |            |
|  | Al Ahly Tripoli     | 0                | 1                | 1                |   | Al Ahly Tripoli | 0              | 1              | 1              |                |  |  |                 |            |            |            |
|  |                     |                  |                  |                  |   | Al Ahly Tripoli | 0              | 1              | 1              |                |  |  |                 |            |            |            |
|  |                     | Orlando Pirates  | 2                | 0                | 2 |                 |                |                |                |                |  |  |                 |            |            |            |
|  | Simba               | Orlando Pirates  | 2                | 0                | 2 | 1               | 0              | 1 (3)          |                |                |  |  |                 |            |            |            |
|  | Simba               |                  |                  |                  |   | 1               | 0              | 1 (3)          |                |                |  |  |                 |            |            |            |
|  | Orlando Pirates (p) | 0                | 1                | 1 (4)            |   |                 |                |                |                |                |  |  |                 |            |            |            |
|  |                     |                  |                  |                  |   |                 |                |                |                |                |  |  | Orlando Pirates | 1 (4)      |            |            |
|  |                     |                  | RS Berkane (p)   | 1 (5)            |   |                 |                |                |                |                |  |  |                 |            |            |            |
|  | Pyramids            | 0                | 0                | 0                |   |                 |                |                |                |                |  |  |                 |            |            |            |
|  | TP Mazembe          | 0                | 2                | 2                |   |                 |                |                |                |                |  |  |                 |            |            |            |
|  | TP Mazembe          | 0                | 2                | 2                |   | TP Mazembe      | 1              | 1              | 2              |                |  |  |                 |            |            |            |
|  |                     |                  |                  |                  |   | TP Mazembe      | 1              | 1              | 2              |                |  |  |                 |            |            |            |
|  |                     | RS Berkane       | 0                | 4                | 4 |                 |                |                |                |                |  |  |                 |            |            |            |
|  | Al-Masry            | RS Berkane       | 0                | 4                | 4 | 2               | 0              | 2              |                |                |  |  |                 |            |            |            |
|  | Al-Masry            |                  |                  |                  |   | 2               | 0              | 2              |                |                |  |  |                 |            |            |            |
|  | RS Berkane (gf)     | 1                | 1                | 2                |   |                 |                |                |                |                |  |  |                 |            |            |            |

### Quartas de final
| Equipe 1   | Total       | Equipe 2        | 1.º jogo | 2.º jogo |
| ---------- | ----------- | --------------- | -------- | -------- |
| Al-Ittihad | 0–1         | Al Ahly Tripoli | 0–0      | 0–1      |
| Simba      | 1–1 (3–4 p) | Orlando Pirates | 1–0      | 0–1      |
| Pyramids   | 0–2         | TP Mazembe      | 0–0      | 0–2      |
| Al-Masry   | 2–2 (gf)    | RS Berkane      | 2–1      | 0–1      |

### Semifinais
| Equipe 1        | Total | Equipe 2        | 1.º jogo | 2.º jogo |
| --------------- | ----- | --------------- | -------- | -------- |
| Al Ahly Tripoli | 1–2   | Orlando Pirates | 0–2      | 1–0      |
| TP Mazembe      | 2–4   | RS Berkane      | 1–0      | 1–4      |

### Final
| 20 de maio de 2022 | Orlando Pirates | 1 – 1     | RS Berkane         | Estádio Godswill Akpabio, Uyo |
| 20:00 (UTC+1)      | Lorch 117'      | Relatório | EL Fahli 97' (pen) | Árbitro: ZAM Janny Sikazwe    |

|                                |       | Penalidades                                   |  |
| Jele Lorch Mabaso Monare Ofori | 4 − 5 | El Moussaoui Zghoudi Mokadem Dayo El Bahraoui |  |

## Premiação
| Copa das Confederações da CAF de 2021–22 |
| Marrocos                                 |
| ---------------------------------------- |
| RS Berkane Campeão (2.º título)          |